# غيرالد دوندن
غيرالد دوندن (بالفرنسية: Gérald Dondon)‏ هو لاعب كرة قدم فرنسي في مركز الدفاع، ولد في 4 أكتوبر 1986 في فور دو فرانس في فرنسا. لعب مع RC Rivière-Pilote ‏.

## وصلات خارجية
- غيرالد دوندن على موقع قاعدة بيانات كرة القدم.إي يو (الإنجليزية)
- غيرالد دوندن على موقع ناشيونال فوتبول تيمز (الإنجليزية)
- غيرالد دوندن على موقع Soccerway.com (الإنجليزية)